# The Climbers (film fra 1919)
The Climbers er en amerikansk stumfilm fra 1919 af Tom Terriss.

## Medvirkende
- Corinne Griffith som Blanche Sterling
- Hugh Huntley som Richard Sterling
- Percy Marmont som Ned Warden
- Henry Hallam som George Hunter
- Josephine Whittell som Clara Hunter